# لايسترية
اللايسترية (الاسم العلمي: Leycesteria) هي جنس من النباتات يتبع الفصيلة المعزية الورق من رتبة الممشقيات. سمي هذا الجنس من قبل عالم النبات الألماني ناثانيال واليش (بالإنجليزية: Nathaniel Wallich)‏ تكريماً للقاضي وعالم النبات الإنكليزي ويليام لايستر (1775-1831) (بالإنجليزية: William Leycester)‏ الذي عاش في البنغال.

## أنواع اللايسترية
- لايسترية زعفرانية العثكول (الاسم العلمي:Leycesteria crocothyrsos)
- لايسترية شكيلة (الاسم العلمي:Leycesteria formosa)
- لايسترية زرقاء الأوراق (الاسم العلمي:Leycesteria glaucophylla)
- لايسترية ضعيفة (الاسم العلمي:Leycesteria gracilis)
- لايسترية صينية (الاسم العلمي:Leycesteria sinensis)
- لايسترية أذينية (الاسم العلمي:Leycesteria stipulata)
- لايسترية بيليانية (الاسم العلمي:Leycesteria belliana)
- لايسترية وادي ديبانغ (الاسم العلمي:Leycesteria dibangalliensis)
- لايسترية مميزة (الاسم العلمي:Leycesteria insignis)